# Сельское поселение Медвежье-Озёрское
Се́льское поселе́ние Медве́жье-Озёрское — упразднённое муниципальное образование в составе Щёлковского района Московской области. Административный центр — деревня Медвежьи Озёра.
Сельское поселение образовано в ходе муниципальной реформы в 2005 году. Первое упоминание деревни Медвежьи Озёра — 1382 год.
Законом Московской области № 258/2018-ОЗ от 28 декабря 2018 года, с 9 января 2019 года все городские и сельские поселения Щёлковского муниципального района были упразднены и объединены в новое единое муниципальное образование городской округ Щёлково.

## География
Сельское поселение Медвежье-Озёрское располагается на северо-востоке Московской области. Находится вдоль дорог на северо-востоке Московской области и дороги в г. Лосино-Петровский. Площадь занимаемой территории — 4200 га.

## Население
| 2006  | 2007  | 2008  | 2009  | 2010  | 2011  |
| ----- | ----- | ----- | ----- | ----- | ----- |
| 5924  | ↘5682 | ↘5670 | ↘5640 | ↗8441 | ↘8322 |
| 2012  | 2013  | 2014  | 2015  | 2016  | 2017  |
| →8322 | ↘8018 | ↘7882 | ↘7723 | ↘7599 | ↘7473 |
| 2018  | 2019  |       |       |       |       |
| ↗7493 | ↗7513 |       |       |       |       |

## История

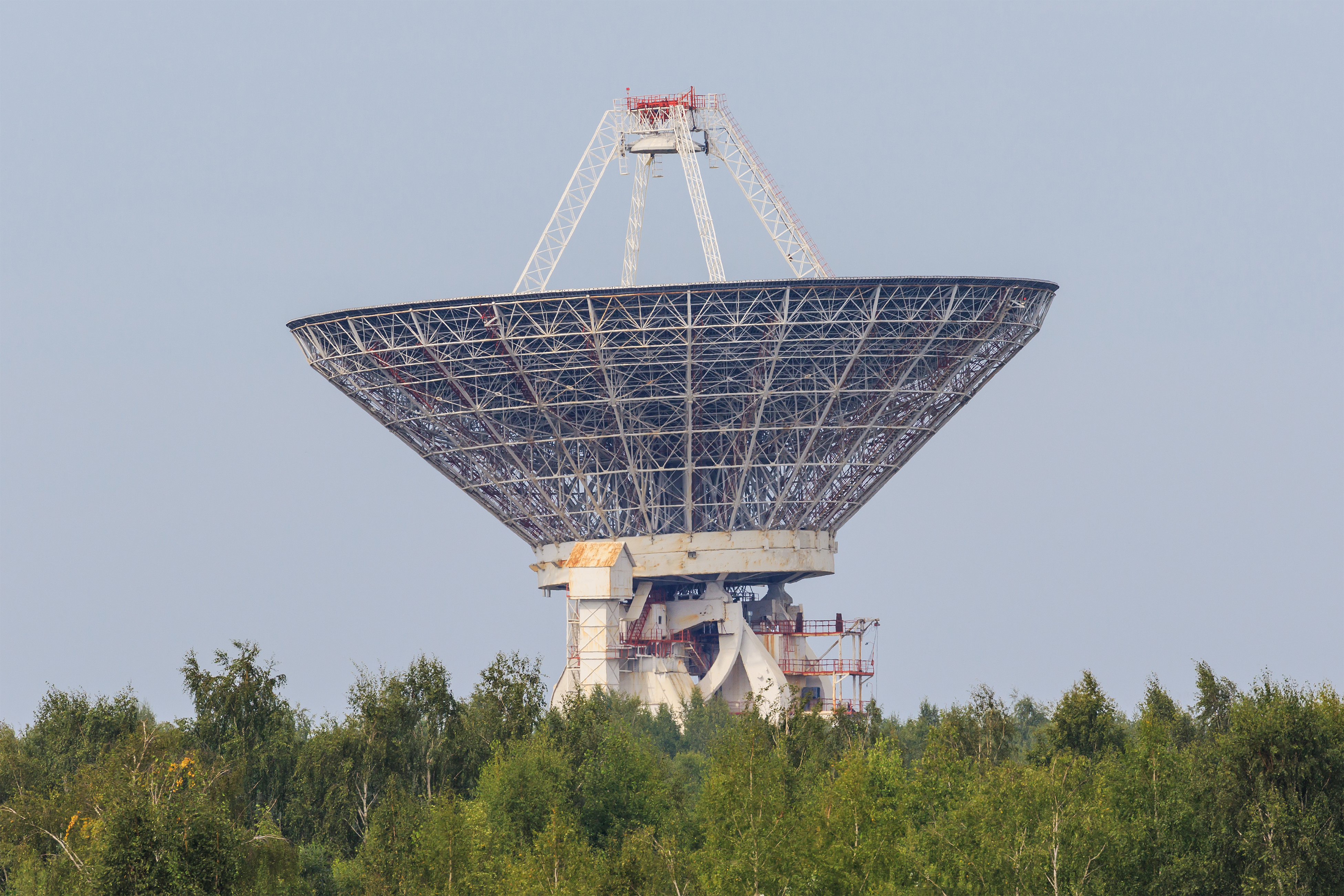
Радиотелескоп в Медвежьих Озёрах

Территория, на которой сейчас находится поселение, ранее, в конце XVI века, входила в Кошелев стан, который начинался отсюда и охватывал территорию до Вори, и по Клязьме — почти до Обухова.
Данная территория ещё издревле была освоена славянами. Видное свидетельство этому — многочисленные курганы и селища на данной территории, а главное — уникальный документ XVII века, в котором дано описание грамоты Дмитрия Донского около 1382 года с упоминанием этой территории.
Местность входила в Московское княжество. В XVII веке входила в Кошелев стан Замосковной половины Московской губернии. По реформе 1781 года территория входит в Богородский уезд Московской губернии. При административной реформе 1865 года — в Осеевскую волость Богородского уезда. В 1919-м в составе новой Щёлковской волости. В составе Щёлковской волости в 1921 году переведена в Московский уезд. С 1929-го — в составе Щёлковского района, в ходе реформы административно-территориального деления СССР. Округ граничит с Балашихинским, Мытищинским и Ногинским районами.
Селения округа издревле располагались вдоль двух главных дорог края — Стромынского тракта (Щёлковское шоссе — Долгое Лёдово, Медвежьи Озёра, Новый городок и Центр космической связи «Медвежьи озёра») и Мало-Черноголовского тракта (дорога в г. Лосино-Петровский — Никифорово, Жеребцы, Соколово, Моносеево, Шевелкино и недалеко от неё — Алмазово).
Подготовлен экологами области проект создания национального природного парка «Бисеровский» на стыке Щёлковского, Балашихинского и Ногинского районов.
Сегодня на территории Щёлковского района находятся пять особо охраняемых территорий: национальный парк «Лосиный остров», болото Сетка с прилегающей территорией, заказник «Муравей», леса Фряновского лесничества, болото Гумениха.

## Состав сельского поселения
| №  | Населённый пункт | Тип населённого пункта          | Население |
| -- | ---------------- | ------------------------------- | --------- |
| 1  | Алмазово         | деревня                         | ↗89       |
| 2  | Большие Жеребцы  | деревня                         | ↘50       |
| 3  | Долгое Лёдово    | деревня                         | ↘839      |
| 4  | Кишкино          | деревня                         | ↗11       |
| 5  | Медвежьи Озёра   | деревня, административный центр | ↗5425     |
| 6  | Моносеево        | деревня                         | ↘41       |
| 7  | Никифорово       | деревня                         | ↗137      |
| 8  | Новый Городок    | посёлок                         | ↗5594     |
| 9  | Соколово         | деревня                         | ↗307      |
| 10 | Шевёлкино        | деревня                         | ↗95       |